# His Hero Is Gone
His Hero is Gone formada en Memphis, Tennessee, es una banda de hardcore crust. Tiene un sonido disonante que deja entrever melodías muy oscuras y posee tanto ritmos muy rápidos como muy lentos y pesados, acompañados de los gritos de Todd Burdette. Todo esto se combina para dar como resultado una de las bandas más importantes de su género.
Se formó en 1995 con miembros de Copout, Man With Guns Lives Here y Face Down, se separaron en 1999, tocando su último show en Memphis.
Tocaron tanto en EE. UU. como en Europa y Japón.

## Miembros
- Todd Burdette-guitarra, voces - también en Tragedy, Deathreat, Severed Head of State y Warcry, anteriormente miembro de Copout y Call The Police
- Carl Auge-bajo, voces - anteriormente miembro de Man With Gun Lives Here
- Paul Burdette-batería - también en Tragedy, Deathreat y Criminal Damage, anteriormente miembro de Face Down y Call The Police
- Yannick Lorraine-guitarra - también en Tragedy, anteriormente miembro de Union Of Uranus
- Pat Davis-guitarra, voces

## Discografía
- The Dead of Night in Eight Movements (1996) 7" EP Prank Records
- Fifteen Counts of Arson LP (1996) Prank Records
- Monuments To Thieves LP (1997) Prank Records
- Split E.P. 12" con Union Of Uranus (1998) Great American Steak Religion
- Fools Gold 7" (1998) Great American Steak Religion
- Fools Gold 7" (1998) edición europea Coalition Records
- The Plot Sickens LP (1998) Great American Steak Religion
- "Skinfeast" canción en Complacency compilation 7" (1997) Tuttle Records
- "Disinformation Age" canción en Cry Of Soul 7" Compilado (1998) Crow Records, Japan
- "T-Minus Zero" canción en Fiesta Comes Alive compilado LP (1998) Slap A Ham